# بریاست
بریاست (به لاتین: Bryast) یک منطقهٔ مسکونی در بلغارستان است که در شهرستان دیمیترووگراد واقع شده‌است.